# Anagrapha
Anagrapha là một chi bướm đêm thuộc họ Noctuidae.

## Các loài
- Anagrapha falcifera (Kirby, 1837)